# 八戸市立桔梗野小学校
八戸市立桔梗野小学校（はちのへしりつ ききょうのしょうがっこう）は、青森県八戸市市川町にある公立小学校。

## 沿革
- 1948年（昭和23年）
  - 3月29日 - 市川村大字市川町字尻引前山31番2号(現在地)の旧日本軍通信隊舎を校舎として、轟木小学校水目沢分校として発足。
  - 4月10日 - 開校式挙行。
- 1951年（昭和26年）1月29日 - 轟木小学校水目沢分校から昇格し、桔梗野小学校となる。
- 1955年（昭和30年）4月1日 - 市川村が八戸市に合併された為、八戸市立桔梗野小学校と改称。
- 1960年（昭和35年）2月24日 - 校歌制定、校旗樹立。
- 1966年（昭和41年）8月31日 - 校舎本屋の防音工事竣工。
- 1981年（昭和56年）10月24日 - 30周年記念式典と屋内運動場竣工記念式典の両式典挙行。
- 2000年（平成12年）10月24日 - 50周年記念式典挙行。
- 2008年（平成20年）11月7日 - 校舎増築落成記念式典挙行。
- 2010年（平成22年）11月18日 - 60周年記念式典挙行。
- 2021年（令和3年）5月13日 - この日と翌日の2日間、創立70周年記念として、記念Tシャツを販売した[1]。

## アクセス
- 青い森鉄道線陸奥市川駅から、徒歩約1.2km・約18分。
- 八戸市営バス・南部バス（岩手県北自動車南部支社）・十和田観光電鉄バスで、「桔梗野小学校通」バス停下車後、徒歩約490m・約8分（直線距離は近いが、道路の関係でやや遠回りとなる）。

## 周辺
- 桔梗野保育園
- 青森県道8号八戸野辺地線
- セブンイレブン八戸市川桔梗野店

## その他
- 2020年（令和2年）10月1日、本校と校名が同じ弘前市立桔梗野小学校から、6年生児童が来校し、本校の6年生児童との交流を行った[2]。

## 参考資料
- 『青森県教育史 別巻』（青森県教育委員会・1973年12月20日発行）724頁「学校沿革 小学校 桔梗野小学校」